# Gheorghe Chișleag
Gheorghe Chișleag (n. 10 aprilie 1914, Românești, jud. Botoșani – d. 16 mai 1988, Iași) a fost un profersor universitar din România, considerat unul din creatorii școlii moderne române de radiologie.

## Biografie
Gheorghe Chișleag s-a născut la 10 aprilie 1914, ca fiu al unei familii de țărani răzeși. A urmat școala primară în satul natal, Liceul "A.T. Laurian" din Botoșani și Facultatea de Medicină din Iași. A obtinut titlul de „Doctor în medicină și chirurgie” în 1938. A parcurs toate treptele profesionale, de la extern, medic de circumscripție și pînă la medic primar, șef de secție conducând Clinica de Radiologie de la Spitalul „Sf. Spiridon” din Iași timp de un sfert de veac. A devenit profesor și șef de catedră în 1962, profesor consultant din anul 1979.
A înființat Institutul de Radiologie și Oncologie Diagnostică și Terapeutică din Iași, care din anul 2000 îi poartă numele.
Este înhumat la cimitirul Eternitatea din Iași.

## Apartenențe
- Președinte al Societății Științelor Medicale-secția radiologie-oncologie din România
- Membru al Societății Internaționale de Radiologie
- Membru de onoare al Societății de Radiologie din Belgia
- Membru titular al Societății Franceze de Radiologie
- Membru al Societății de Radiologie și Electrologie Medicală
- Membru al Societății de Medici și Naturaliști din Iași
- Membru al Uniunii Societăților de Științe Medicale

## Lucrări
- Semiologia Radiologică
- Curs de röntgendiagnostic (8 vol., 1955 – 1960)
- Radiologie medicală (2 vol., 1960)
- Curs de röntgendiagnostic în stomatologie (2 vol.)
- Examenul radiologic al stomacului (1960)
- Radiologie medicală – noțiuni și scheme (1986)